# Burchtruïne Graventoren
De Graventoren in Rupelmonde is een overblijfsel van de waterburcht uit de 12de eeuw die werd gebouwd door de graven van Vlaanderen ter verdediging van de Schelde en de Rupel.

## Geschiedenis
In de 12de eeuw bouwden de graven van Vlaanderen ter verdediging van de Schelde en de Rupel een kolossale vesting omgeven door een brede wal, die rechtstreeks in verbinding stond met de Schelde. Aangezien indertijd bijna alle transport nog via water gebeurde, waren deze rivieren van zeer groot economisch belang.
In 1254 werd het kasteel in opdracht van Margaretha van Vlaanderen aanzienlijk uitgebreid en vond het archief van het graafschap Vlaanderen er een veilig onderkomen. Ook in de volgende eeuw bleven de opeenvolgende graven de burcht regelmatig renoveren. Rond 1330 trachtte graaf Lodewijk I met allerlei voorrechten de urbanisatie van Rupelmonde te stimuleren, maar opeenvolgende conflicten fnuikten haar groei. Een laatste grote renovatiecampagne vond plaats tijdens de Vlaamse Opstand (1379-1385), waarbij het kasteel min of meer haar uitzicht behield tot in de 17de eeuw, zoals te zien is op de gravure van het kasteel in Sanderus' Flandria illustrata. 
In het kasteel werden de charters en keuren van Vlaanderen bewaard. In 1564 gingen ze bijna in vlammen op bij een ontsnappingspoging van de reformator Jan Hendrickx. In 1583 werd de burcht door Servaas van Steelant overgedragen aan de Spaanse veldheer Alexander Farnese. Een tegenaanval van Filips van Marnix van Sint-Aldegonde mislukte. De burcht bleef tot in 1647 in gebruik als staatsgevangenis, maar werd in de decennia daarna stelselmatig gesloopt.
Het kasteel vormde de achtergrond van verschillende historische terechtstellingen en gevangenisstraffen. Hier liet Robrecht III van Vlaanderen zijn oudste zoon Lodewijk I van Nevers arresteren op beschuldiging van hoogverraad omdat deze de zijde van de Franse koning had gekozen. Hij zou ternauwernood aan onthoofding zijn ontsnapt door de oplettendheid van kastelein Jean de Verrières. In 1338 werd Zeger van Kortrijk, bondgenoot van Gwijde van Dampierre, er op bevel van de koning van Frankrijk onthoofd en hield Filips de Goede de gemaal van Jacoba van Beieren, Frank van Borssele, in 1432 in hechtenis op het kasteel. Tot slot zat ook Mercator er in 1544 gedurende zeven maanden gevangen op beschuldiging van ketterij.
Door de lange strijd van Spanje en de Verenigde Provinciën tegen Frankrijk, werd het Gravenkasteel in 1678 opnieuw ernstig vernield en werden de nog bruikbare bouwmaterialen gerecupereerd door de plaatselijke bevolking. Zo werd materiaal van de burcht gebruikt bij de bouw van de plaatselijke Onze-Lieve-Vrouw-Bezoekingkerk. Hoewel het middeleeuwse Gravenkasteel nooit werd hersteld, deed het nog tot 1748 dienst als militaire verschansing. In 1817 werden in opdracht van baron Guillaume de Feltz (1744-1820), schoonvader van graaf Philippe Vilain XIIII, de laatste bouwresten van de burchtruïne opgeruimd en werd op de oorspronkelijke torenvoet van Doornikse kalksteen een bakstenen jachtpaviljoen opgetrokken.
Op initiatief van de Antwerpse romancier Lode Baekelmans en de dichter Bert Peleman werd er in 1955 een Schelde- en Mercatormuseum ingericht.  De torentinne biedt vandaag de dag aan de bezoekers van het museum een spectaculair gezicht op de Scheldevallei.
In 2023 werden de Graventoren en de ernaast gelegen getijdemolen voor 27 jaar in erfpacht gegeven aan Toerisme Vlaanderen.

## Galerij

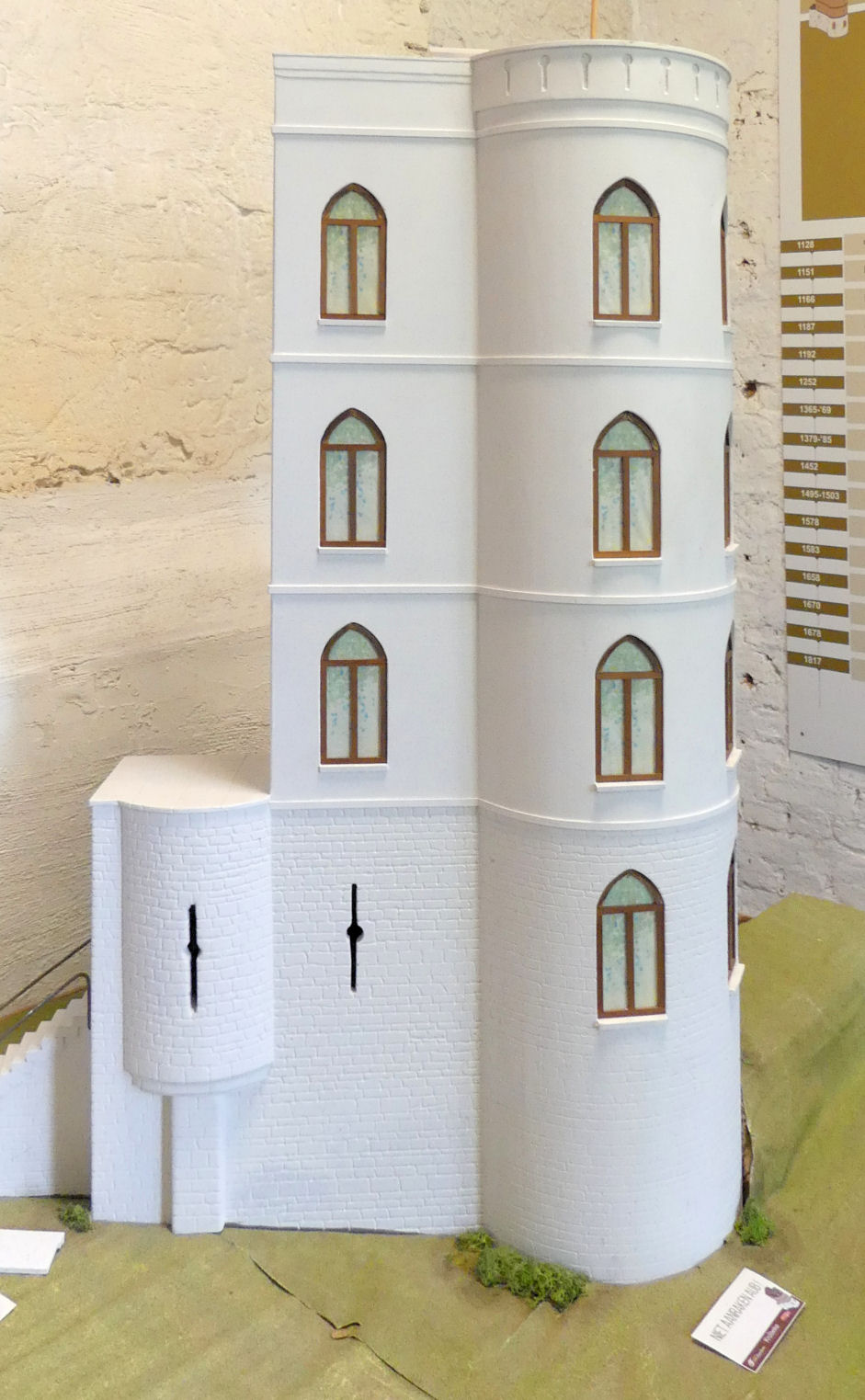
Maquette van de toren
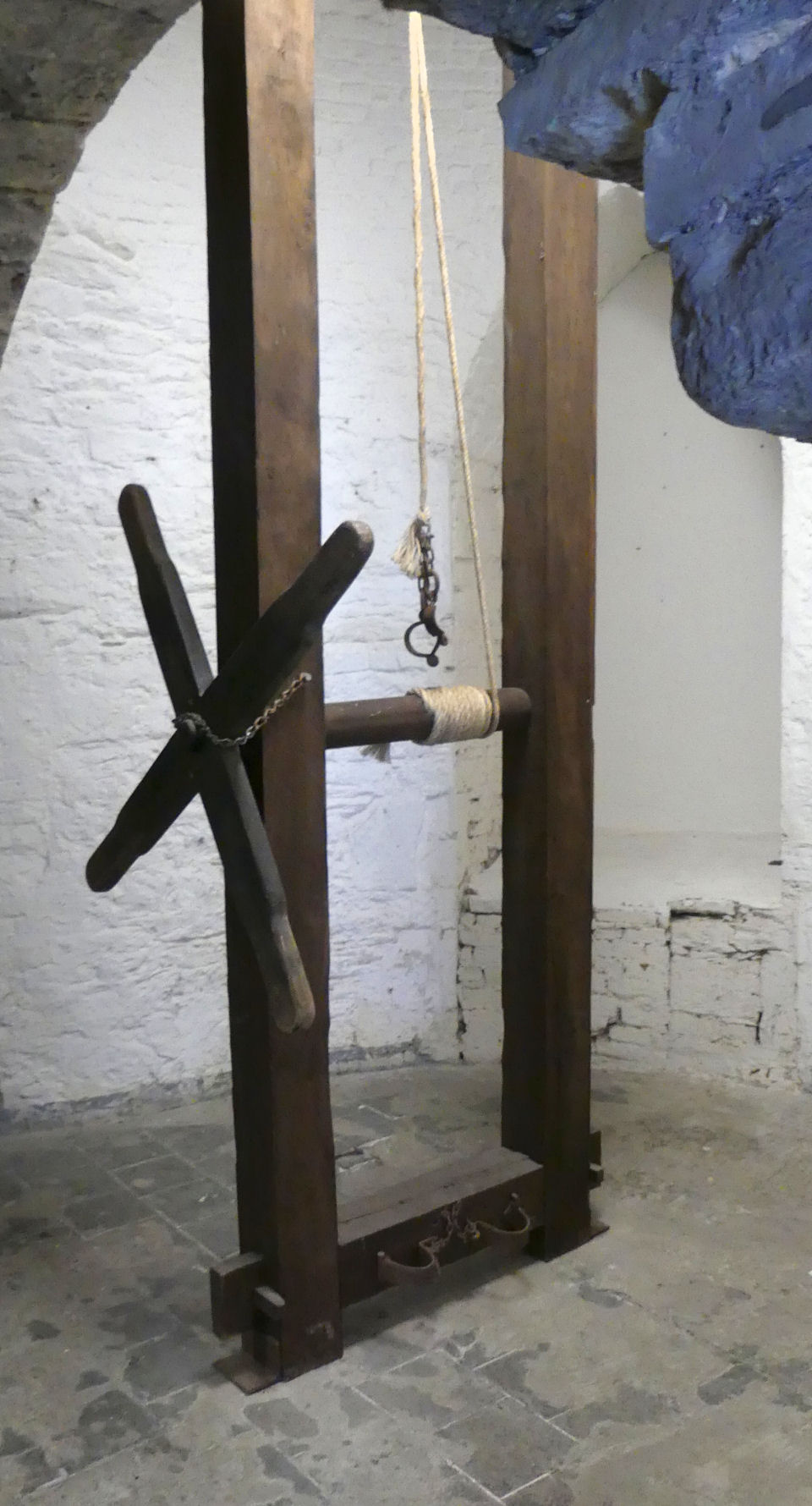
Interieur
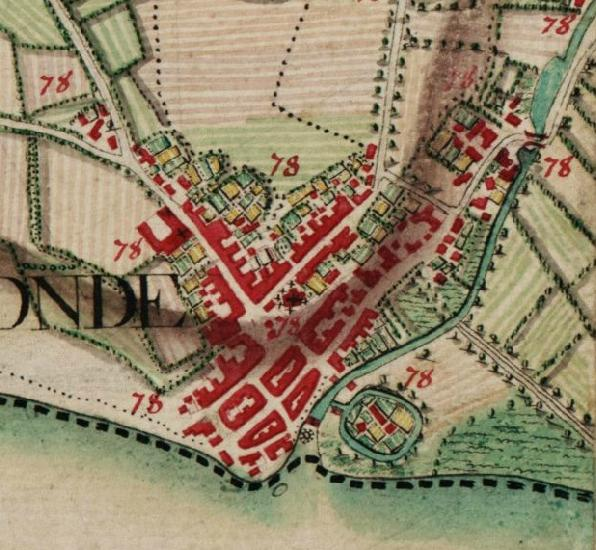
Situering van het kasteel op de Ferrariskaart
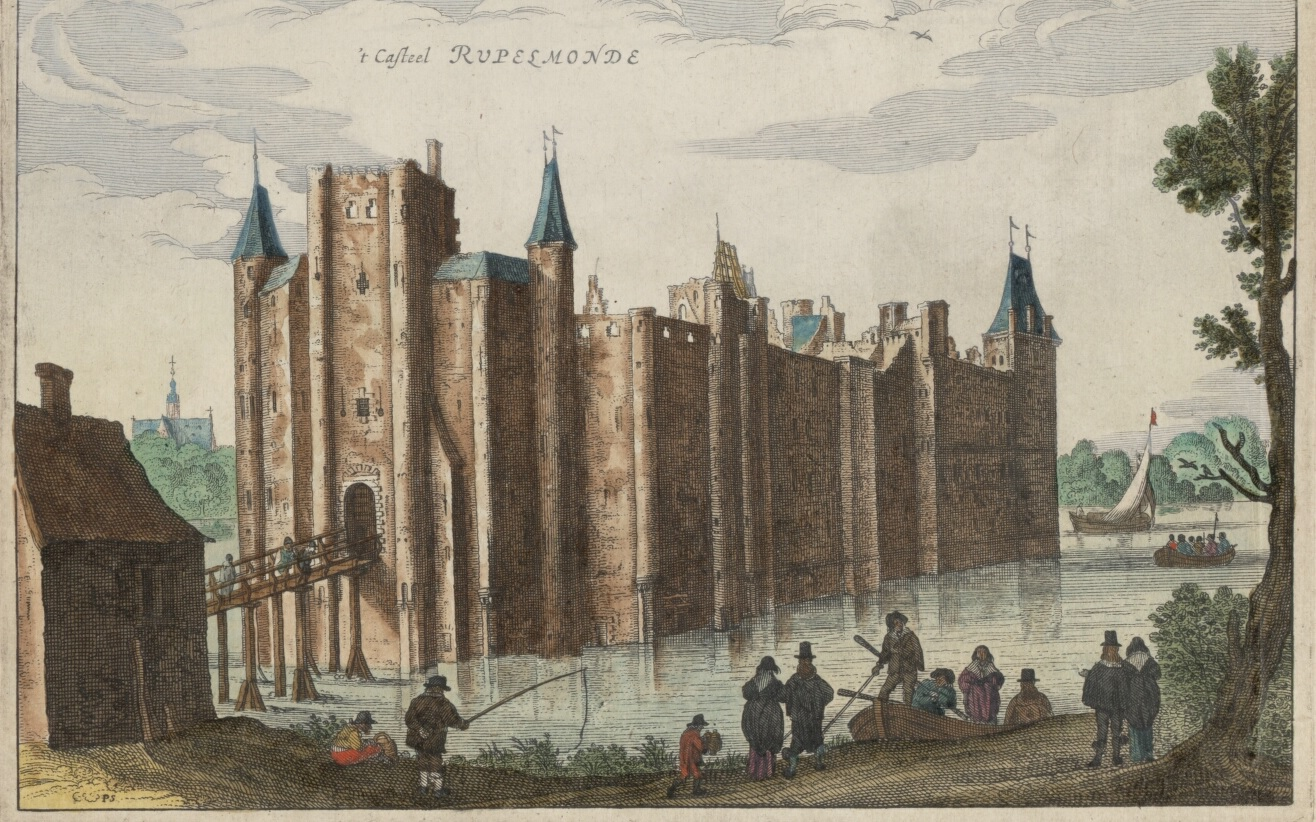
Het kasteel in de 17de eeuw Flandria illustrata